# Rode maskerbij
De rode maskerbij (Hylaeus variegatus) is een vliesvleugelig insect uit de familie Colletidae. De wetenschappelijke naam van de soort is voor het eerst geldig gepubliceerd in 1798 door Fabricius.